# Parascalops breweri
Parascalops breweri är ett däggdjur i familjen mullvadsdjur och den enda arten i sitt släkte. Mullvaden lever i nordöstra USA och angränsande delar av Kanada.
Det vetenskapliga släktnamnet är det latinska ordet för "stora framtassar". Artepitet hedrar zoologen Thomas Mayo Brewer.

## Utseende
Individerna når en kroppslängd mellan 12 och 14 cm samt en vikt mellan 40 och 85 gram. Kännetecknande är den 2,3 till 3,6 cm långa köttiga svansen som är täckt med långa hår. Med sin cylindriska kropp och klorna vid framtassarna är arten bra anpassad för ett underjordiskt liv. Liksom de flesta andra mullvadsdjur har den en spetsig nos, ögon som är gömda i pälsen och inga ytteröron. Pälsen är allmänt svart, ofta förekommer vita fläckar på buken eller bröstet. Även nosen, fötterna eller svansen kan varar vita.

## Utbredning och habitat
Mullvadens utbredningsområde sträcker sig från södra Ontario och Québec (Kanada) till Ohio och North Carolina (USA). Den visats i gräsmarker, trädgårdar och skogar med något fuktig jord.

## Ekologi
Arten tillbringar största delen av livet under markytan. Liksom den europeiska mullvaden skapar den tunnelsystem och högar vid utgångarna. Under vintern vistas den djupare i marken än under sommaren. En sovkammare fodras med växtdelar. Individerna kan vara aktiva på dagen och på natten. Tunnlarna används ofta flera år är där gömmer sig även andra mullvadsdjur, näbbmöss och gnagare.
Parascalops breweri livnär sig av daggmaskar samt av insekter och deras larver.
Efter dräktigheten som varar fyra till sex veckor föder honan fyra eller fem ungar. Ungarna dias cirka en månad och under andra levnadsåret är de könsmogna. Livslängden för de äldsta upphittade individer uppskattades med fyra år.